# Stanisław Kosko

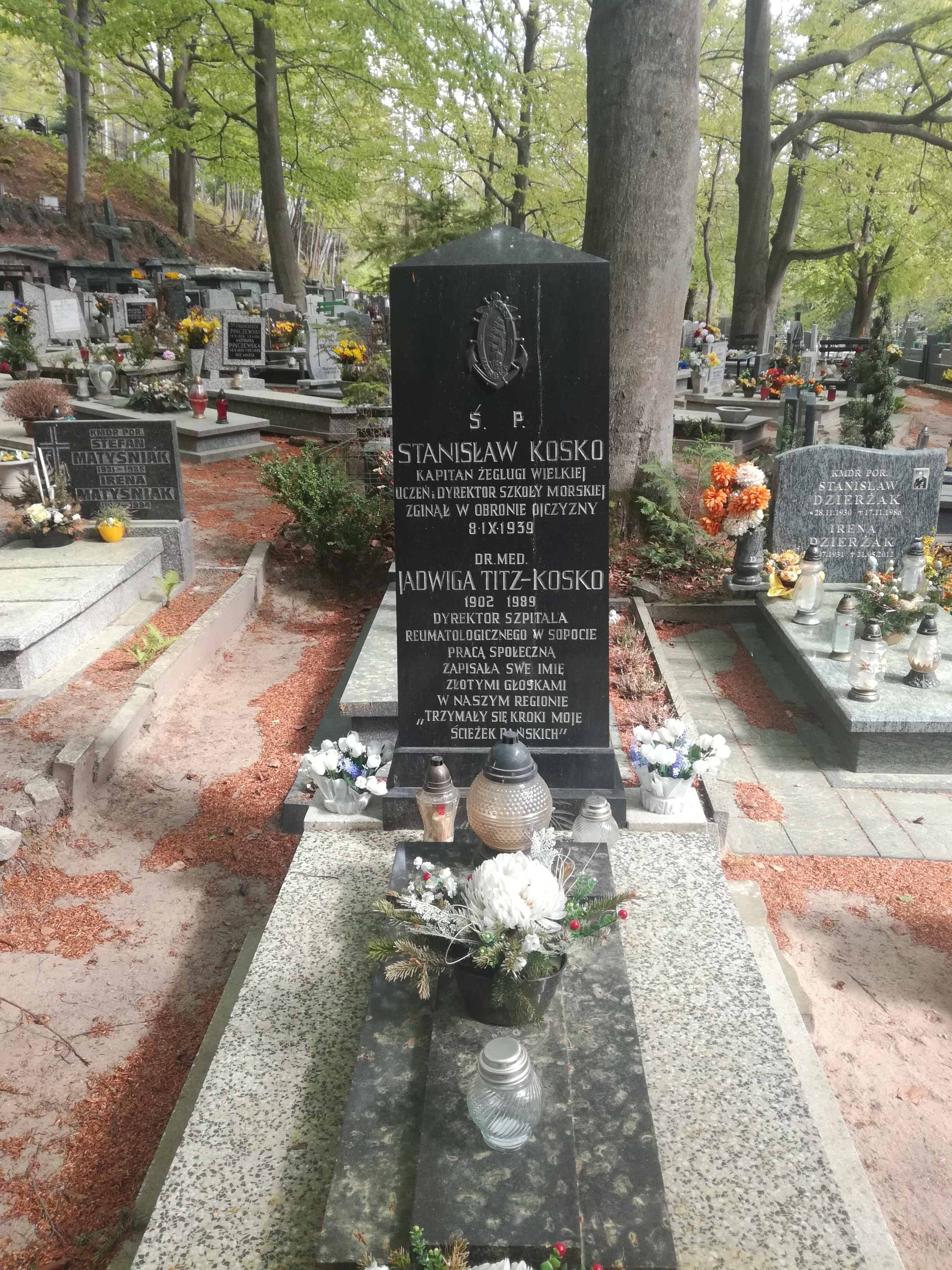
Grób Stanisława Kosko i Jadwigi Titz-Kosko na cmentarzu Witomińskim

Stanisław Kosko ps. „Lasota” (ur. 13 listopada 1898 w Wojciechowicach, zm. 8 września 1939 w Gdyni) – kapitan żeglugi wielkiej (1935), porucznik Marynarki Wojennej, publicysta.

## Życiorys
Urodził się 13 listopada 1898 w Wojciechowicach (obecnie osiedle w Ostrołęce), w ówczesnym powiecie ostrołęckim guberni łomżyńskiej, w rodzinie Franciszka.
W czasach gimnazjalnych był uczestnikiem kółek samokształceniowych i współorganizatorem tajnego skautingu w Pułtusku. W latach 1915–1920 przebywał wraz z ewakuowaną rodziną na Ukrainie, tam zdał maturę i podjął studia. Był członkiem Polskiej Organizacji Wojskowej w Kijowie. Po powrocie do kraju pracował w Departamencie dla Spraw Morskich Ministerstwa Spraw Wojskowych. 
W 1923 ukończył naukę na Wydziale Nawigacyjnym Szkoły Morskiej w Tczewie, uzyskując dyplom oficera nawigacyjnego Polskiej Marynarki Handlowej. Po ukończeniu szkoły odbył rejs na statku szkolnym „Lwów” do Brazylii. Było to zarazem pierwsze przekroczenie równika przez polski statek. Po ukończeniu rejsu pracował w Wydziale Żeglugowym Departamentu Morskiego Ministerstwa Przemysłu i Handlu.  
W latach 1934–1935 odbył rejs dookoła świata na Darze Pomorza. Za wspomnienia z tego okresu pt. Przez trzy oceany (wyd. w 1936) został uhonorowany Srebrnym Wawrzynem Akademickim Polskiej Akademii Literatury. Publikował artykuły o tematyce morskiej w różnych czasopismach. 
Od 1 lipca 1937 był dyrektorem Państwowej Szkoły Morskiej w Gdyni.
Na stopień porucznika rezerwy został awansowany ze starszeństwem z dniem 1 stycznia 1938 i 1. lokatą w korpusie oficerów morskich.
Podczas kampanii wrześniowej był dowódcą ORP „Gdynia”. Ranny 2 września w nalocie bombowym, zmarł po kilku dniach w szpitalu.
Został pochowany na cmentarzu Witomińskim w Gdyni w nowej alei zasłużonych (kwatera 26-41-21).

## Ordery i odznaczenia
- Krzyż Niepodległości – 16 września 1931 „za pracę w dziele odzyskania niepodległości”[7][1]